# 切爾加尼夫卡
48°18′2″N 25°9′2″E / 48.30056°N 25.15056°E
切爾加尼夫卡（烏克蘭語：Черганівка），是烏克蘭的村落，位於該國西部伊萬諾-弗蘭科夫斯克州，由科索夫區負責管轄，始建於1644年，面積24.7平方公里，2001年人口994，人口密度每平方公里40.3人。